# Хонест
Хонест (умер в 270 году) — мученик памплонский. День памяти — 16 февраля.
Святой Хонест (Honestus), благородный человек из Нима, был учеником святого Сатурнина. Они отправились в Испанию, где он был убит в городе Памплона. Святой Хонест почитаем как апостол Наварры и Страны Басков.
Считается, что в Пампелуне святой Хонест крестил сенатора Фирма и его семью, в то время как сын Фирма, будущий святой Фирмин, был крещён святым Сатурнином.